# Аппликатив
Аппликати́в (лат. applicatus «примыкающий, присоединяющийся» от гл. applicare) — повышающая актантная деривация, при которой у описываемой глаголом ситуации появляется новый обязательный участник, который раньше был периферийным. Во многих языках аппликатив имеет морфологическое выражение: глагол присоединяет особый аффикс, который показывает, что валентность глагола возросла на один аргумент. Новый обязательный участник может играть различные семантические роли: бенефактива, адресата, экспериенцера, инструмента, комитатива, локатива. Наиболее распространенными являются бенефактивные аппликативы.
Ниже приводится пример локативного аппликатива из айнского языка. В примере (а) глагол «жить» имеет один аргумент (тот, кто живёт), а послеложная группа «в большом доме» является сирконстантом. В примере же (b) глагол имеет два обязательных аргумента — «он» и «большой дом». То, что валентность глагола возросла, маркируется на предикате аффиксом «е», а именная группа «дом» перестаёт быть комплементом послелога «в».
```
  а) poro     cise  ta horari
     большой  дом   в  жить 
     
Он живёт в большом доме

  b) poro     cise  
e
-horari
     большой  дом   APP-жить
     
Он живёт в большом доме
```

## Термин
Термин «аппликатив» может использоваться для обозначения аппликативной конструкции, для обозначения глагола в этой конструкции или для обозначения показателя на глаголе.
Термин «аппликатив» пришел из грамматик испанских миссионеров, в которых описывались национальные языки Америки (в особенности, юто-ацтекские языки). Позднее этот термин был заимствован специалистами по языкам банту, и теперь используется для обозначения подобных конструкций в различных языках мира. Обычно аппликативом называют только такие повышающие актантные деривации, в которых добавление нового аргумента маркируется на предикате.

## Аппликатив и версия
В некоторых языках то, что можно считать разновидностью аппликатива, принято называть версией. Так, по словам В. А. Плунгяна:

…версия — это не столько особый тип актантной деривации, сколько особая конкретно-языковая категория, противопоставляющая несколько взаимоисключающих показателей бенефактивного и косвенно-рефлексивного типов.

То есть, когда говорят о версии, обычно подразумевают парадигматическое противопоставление форм, некоторые из которых являются аппликативами. Например, когда говорят о наличии в грузинском языке грамматической категории версии, подразумевается, что один и тот же слот в глагольной словоформе могут занимать морфемы, которые обозначают бенефактивный аппликатив (объектная, центробежная версия), бенефактивный рефлексивный аппликатив (субъектная, центростремительная версия), локативный аппликатив (локативная версия) или отсутствие аппликативной деривации (нейтральная версия).

## Аппликатив в языках мира
Аппликативы наиболее распространены в языках Африки (в основном в языках банту), в австронезийских языках и в языках Северной и Центральной Америки (в салишских, юто-ацтекских, языках майя). Можно сделать следующее обобщение: аппликативы чаще всего встречаются в языках с неразвитой падежной системой, но богатой глагольной морфологией. Причиной отсутствия аппликативов в языках Евразии может быть приобретение этими языками богатой именной морфологии.

## Различные семантические роли аппликатива
Наиболее распространенной ролью аппликативного объекта в языках является роль реципиента или бенефактива/малефактива.
Пример бенефактивного аппликатива (объектная версия) из грузинского языка:
```
  a) kali     k'eravs    k'abas
     женщина  шьёт       платье
     
Женщина шьёт платье
```

```
  b) is    
u
-k'eravs  mezobels    k'abas
     он(а) APP-шьёт   соседке     платье
     
Женщина шьёт соседке платье.
```

Однако аппликативные объекты могут иметь и множество других семантических ролей. При этом в языке каждой семантической роли аппликативного объекта может соответствовать отдельный аппликативный показатель. Примером такого языка является чинский язык:
```
  
a) Бенефактивный / Малефактивный аппликативный объект

    tsewmaŋ=niʔ  door=ʔaʔ       ʔa-ka-kal-
piak

    тсеуанг=ERG  рынок=ALL/LOC  3sS-1sO-идти
2
-BEN
    
Тсеуанг пошел на рынок для меня
```

```
  
b) Добавочный бенефактивный аппликативный объект

    thiŋ  ʔa-ka-laak-
tseʔm

    дрова 3sS-1sO-тащить
2
-ADD_BEN
    
Он тащил дрова для меня (вдобавок к тому, что он тащил дрова для себя)
```

```
  
c) Комитативный аппликативный объект

    ka-law       ʔan-ka-thloʔ-
pii

    1sPoss-field 3pS-1sO-полоть
2
-COM
    
Они пололи мое поле (вместе) со мной
```

```
  
d) Малефактивный / Аллативный аппликативный объект

    rul=niʔ   ka-ʔin=ʔaʔ         ʔa-ka-luʔ-
hnoʔ

    змея-ERG  1sPoss-дом=ALL/LOC 3sS-1sO-входить
2
-MAL
    
Змея вошла в мой дом на меня
```

```
  
e) Приоритетный аппликативный объект

    booy  ʔa-ka-toon-
kaʔn

    вождь 3sS-1sO-встретить
2
-PRIOR
    
Он встретил вождя раньше / до меня
```

```
  
f) Релинквитивный аппликативный объект
 (от 
лат.
 
relinquere
 ‘оставлять’)
    ʔa-law       ʔa-ka-thloʔ-
taak

    3sPoss-поле  3sS-1sO-полоть
2
-RELINQ
    
Он оставил меня и полол своё поле (полол своё поле, оставив меня)
```

```
  
g) Инструментный аппликативный объект

    tiilooŋ  khaa  tivaa  kan-Ø-tan-
naak

    лодка    TOP   река   1sS-3sO-пересекать
2
-INST
    
Мы использовали лодку, чтобы пересечь реку
```

Возможна и обратная ситуация: в языке имеется только один показатель аппликатива, при этом аппликативный объект может иметь различные семантические роли. Так обстоят дела, например, в языке кичагга:
```
  
a) Бенефактивный / рецепиентный аппликативный объект

    n-a-i-lyi-
i
-a            m-ka   k-elya
    FOC-1s-PR-есть-APP-FV    1-жена 7-еда
    
Он ест еду для своей жены
```

```
  
b) Локативный аппликативный объект

    n-a-i-lyi-
i
-a            m-ri-nyi    k-elya
    FOC-1s-PR-есть-APP-FV    3-дом-LOC   7-еда
    
Он ест еду в доме
```

```
  
c) Инструментальный аппликативный объект

    n-a-i-lyi-
i
-a            ma-woko   k-elya
    FOC-1s-PR-есть-APP-FV    6-рука    7-еда
    
Он ест еду руками
```

```
  
d) Обстоятельственный аппликативный объект

    
(в англоязычной терминологии — «circumstantial»)

    n-a-i-lyi-
i
-a              njaa      k-elya
    FOC-1s-PR-есть-APP-FV      9.голод   7-еда
    
Он ест еду из-за голода
```

## Обязательность / факультативность аппликативной конструкции
Языки различаются по тому, является ли аппликативная конструкция в них обязательной. Чаще всего обязательными бывают аппликативные конструкции с бенефактивными/рецепиентными аппликативными аргументами. Например, в цоцильском языке невозможно выразить реципиента, не используя аппликативную конструкцию:
```
  mi   mu   š-a-čon-
b
-on              l-a-čitome
  ?    NEG  ASP-E2-продавать-APP-A1   THE-твой-свинья
  
Не продашь ли ты мне своих свиней?
```

В индонезийском языке же аппликативная конструкция с бенефактивным аргументом является факультативной, так как существует альтернативная конструкция с бенефактивным аргументом:
```
  a)saya   mem-bawa-
kan
             Ali   surat  itu
     я     TRANS-принести-BEN_APP   Али   письмо THE
    
Я принес Али письмо

  b)saya   mem-bawa         surat  itu   kepada   Ali
     я     TRANS-принести   письмо THE     к      Али
    
Я принес письмо Али
```

Семантическая разница между двумя вариантами трудноуловима, если вообще существует.
Бывают языки, в которых обязательность аппликативной конструкции зависит от одушевлённости аппликативного объекта. Таким языком, например, является халкомелем: так как бенефактивы всегда являются одушевлёнными, с бенефактивными объектами аппликативная конструкция обязательна; аллативные и обстоятельственные (каузальные) объекты могут быть как одушевлёнными, так и нет: с одушевлёнными использование предпочтительно использование аппликатива, с неодушевлёнными — аппликатив не используется; инструментальные объекты никогда не бывают одушевлёнными, поэтому аппликативная конструкция с ними не используется.

## Аппликатив ипереходностьпредиката
Ещё одним параметром варьирования является возможность образования аппликатива от глагольных основ различного типа. Бывают языки, в которых аппликативы не могут образовываться от непереходных глаголов. Одним из таких языков является цоцильский язык:
```
  а) ʔa li  petule   ʔi-Ø-tal      y-uʔun   li   maruče
     THE    Петул    ASP-A3-прийти её-UʔUN  THE  Маруч
     
Петул пришел из-за Маруч

  b) *ʔa li  petule   ʔi-Ø-s-tal-
be
              li   maruče
      THE    Петул    ASP-A3-E3-прийти-BEN.APP   THE  Маруч
      
Петул пришел из-за Маруч
```

Бывают языки, в которых аппликатив чувствителен к типу непереходного глагола. Так, например, в сесото аппликативы могут образовываться от неэргативных, но не от неаккузативных глаголов:
```
  a)  banana    ba-Ø-
el
-a        nkhono   selibeng
      девочки   AGR-идти-APP-FV  бабушка  колодец.LOC
      
Девочки идут к колодцу для моей бабушки.

  b)  *lintja   li-hol-
el
-a      nkhono
       собаки   AGR-расти-APP-FV бабушка
       
Собаки растут для моей бабушки
```

Встречаются языки, в которых аппликатив нельзя образовать от трёхвалентных глаголов. Обратимся опять к языку сесото:
```
  a)   ntate    o-f-a          bana   lijo  
       отец     AGR-давать-FV  дети   еда
       
Мой отец дает еду детям

  b)   *ntate    o-f-
el
-a              morena   bana   lijo
        отец     AGR-давать-APP-FV     вождь    дети   еда
        
Мой отец дает еду детям для шефа
```

## Аппликатив икаузатив
Ещё один параметр варьирования связан с тем, является ли аппликативное значение единственным у некоторой морфемы в некотором языке. Встречаются языки, в которых один и тот же показатель может быть и аппликативом, и каузативом. При этом имеются два основных вида аппликативно-каузативного синкретизма: бенефактивный (малефактивный) аппликатив / каузатив и комитативный (инструментальный) аппликатив / каузатив.
Первый вид синкретизма является более распространённым. Он часто возникает в языках, где аппликатив нельзя образовать по крайней мере от некоторого подмножества непереходных глаголов. При этих глаголах показатель аппликатива будет иметь значение каузатива. Посмотрим на примеры из языка хавасупай:
```
  a)   jean-ch    swa:d-k-i
       Джин-subj  3.петь-3-aux
       
Джин поёт

  b)   jean-ch    ba     ma-swa:d-
o
-y-k-i
       Джин-subj  pl.obj 3/2-петь-appl-fut-3-aux
       
Джин споёт для вас всех.

  c)   nya-ch   he’      yo:v-wi-ny
       1s-subj  платье   1/3.делать-aux-past
       
Я сшил ("сделал") платье

  d)   nya-ch   he’      nyi-yo:v-
o`
-wi-ny
       1s-subj  платье   1/2-делать-appl-aux-past
       
Я сшил ("сделал") тебе платье

  e)   nya-ch   mi:-yi
       1s-subj  1.плакать-aux
       
Я плачу

  f)   ma:-ch   nya    mi-mi:-
wo
-ng-wi-ny
       2s-subj  1s     2/1-плакать-appl-2-aux-past
       
Ты заставил меня плакать
```

Из примеров (a)-(d) мы видим, что в языке хавасупай аппликатив может образовываться как от переходных глаголов, так и от некоторых непереходных (например, от глагола «петь»). В примерах (b) и (d) показатель имеет значение бенефактивного аппликатива. Однако от такого непереходного глагола как «плакать» аппликатив образовать нельзя — присоединение к этому глаголу аппликативного показателя даст каузативную семантику: вместо «плакать для кого-то» — «заставлять плакать».
Второй случай синкретизма не зависит от типа предиката, он скорее связан с одушевлённостью объекта. Рассмотрим пример из языка шона:
```
  a)    nd-a-rum-
is
-a             im-bga      m-ŋana
        1sS-past-кусать-caus-fv   cl-собака   cl-ребёнок 
        
Я сделал так, что собака укусила ребёнка.

  b)    ndi-no-sev-
es
-a                  sadza
        1sS-tense-придать.вкус-inst-fv   каша  
        
Я использую кашу, чтобы придать вкус
```

В данных примерах «is» и «es» — это алломорфы одной морфемы, которая в первом случае имеет каузативную семантику, а во втором — семантику инструментального аппликатива. Появление такой полисемии кажется логичным, потому что значение «каузировать неодушевлённый объект что-то делать» очень близко к значению «делать что-то с помощью неодушевлённого объекта».

## Теоретические подходы к исследованию аппликатива
Аппликатив исследовался в рамках различных теоретических подходов.
Большой вклад в исследование аппликатива внесли работы в рамках реляционной грамматики, написанные в середине 1970-х и начале 1980-х годов. Анализ аппликативных конструкций в индонезийском языке, сделанный Чанг, стал стандартным подходом в рамках этой парадигмы: бенефактивный аппликативный объект приобретает свойства прямого дополнения, а пациентивный объект в аппликативной конструкции теряет эти свойства.
В рамках лексико-функциональной грамматики аппликативные конструкции рассматриваются как результат морфо-лексической операции над аргументной структурой, которая вводит внутренний объект. Например, в работе Alsina & Mchombo исследуется аппликативная конструкция в языке ньянджа (банту).
В теории управления и связывания основные работы, касающиеся аппликативов, были написаны Бейкером. Аппликативные конструкции в подходе Бейкера — это случай инкорпорации предлога в глагольную словоформу. Инкорпорация в данном случае понимается как разновидность более общей трансформации «Move α», вершина P двигается к вершине V, чтобы стать единым элементом V+P.
В рамках минимализма были выдвинуты новые идеи об устройстве аппликативных конструкций. В своей диссертации Pylkkänen говорит о том, что аппликативы бывают двух типов — «высокие» и «низкие». Эти два типа различаются тем, на какой стадии к структуре присоединяется вершина Appl: в «высоких» аппликативах аппликативная вершина присоединяется выше глагольной группы, в «низких» аппликативах — ниже (непосредственно соединяется с прямым дополнением). Два типа схожи в том, что сам аппликативный аргумент в обоих случаях с-командует прямым дополнением. Но различие между двумя типами в структуре сказывается на их семантике: «высокий» аппликатив добавляет ещё одного участника к событию, описываемому глаголом, а «низкий» — состоит в семантическом отношении «передачи обладания» (transfer-of-possession) к прямому дополнению. Pylkkänen также постулирует диагностики, которые помогают определить тип апплликатива. Например, «низкие» аппликативы, в отличие от «высоких», не способны образовываться от неэргативов и стативов.